# Deák-mauzóleum
A Deák-mauzóleum a budapesti Fiumei úti sírkert egyik nevezetes síremléke, Deák Ferenc magyar politikus nyugvóhelye.

## Története
„A Haza Bölcse”  1876. január 28-án hunyt el 72 éves korában. Február 3-án temették el ideiglenes sírhelyére a Fiumei úti sírkertben. Mivel a nemzet saját halottjának tekintette, díszes síremlék terve született meg, anyagi oldalát közadakozásból állták. A kiirt pályázatra 42 pályamű érkezett be. Az első díjat a fiatal Gerster Kálmán nak ítélték. 
A Deák mauzóleum 1879 és 1882 között készült el. Ezt követően látott hozzá Székely Bertalan a belső díszítés kialakításához. Az épületet 1887. május 21-én avatták fel ünnepélyes keretek között. Ekkor helyezték át Deák Ferenc hamvait ide az ideiglenes kápolnából. (Érdekesség, hogy 20 évvel később ugyancsak Gerster tervezte meg Kossuth Lajos végső nyughelyét is.)
A mauzóleumot általában zárva tartják, a Nemzeti Örökség Intézete által szervezett tematikus vezetések körében lehet alkalmanként belülről is megtekinteni.

## Jellemzői
A mauzóleum eklektikus stílusban épült fel. Kupolájának magassága nem kevesebb, mint 27 méter.
A kupola tornyán lévő angyalt is Gerster tervezte, kivitelezője Kiss György volt. A Deák-szarkofág szobra Strobl Alajos, a belső festmények Székely Bertalan munkái. A dísz-szarkofág a második világháború során elpusztult. A festmények sem láthatók ma már, mivel alig egy évtized alatt tönkrementek. Ekkor Székely mozaikos formában is megtervezte őket, amelyet Róth Miksa készített el 1903-ig. Restaurációjukra 1999 és 2003 között került sor.

## Képtár

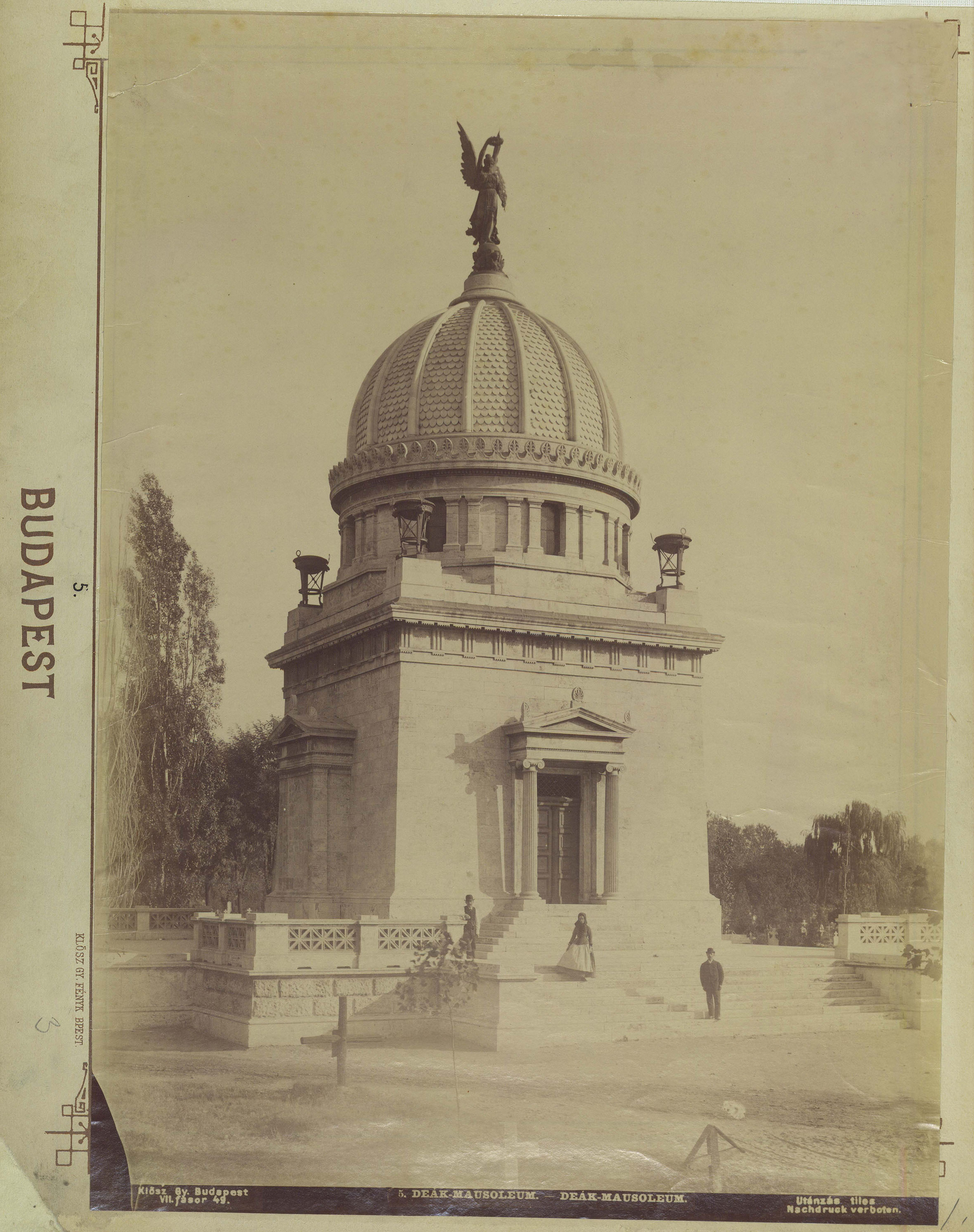
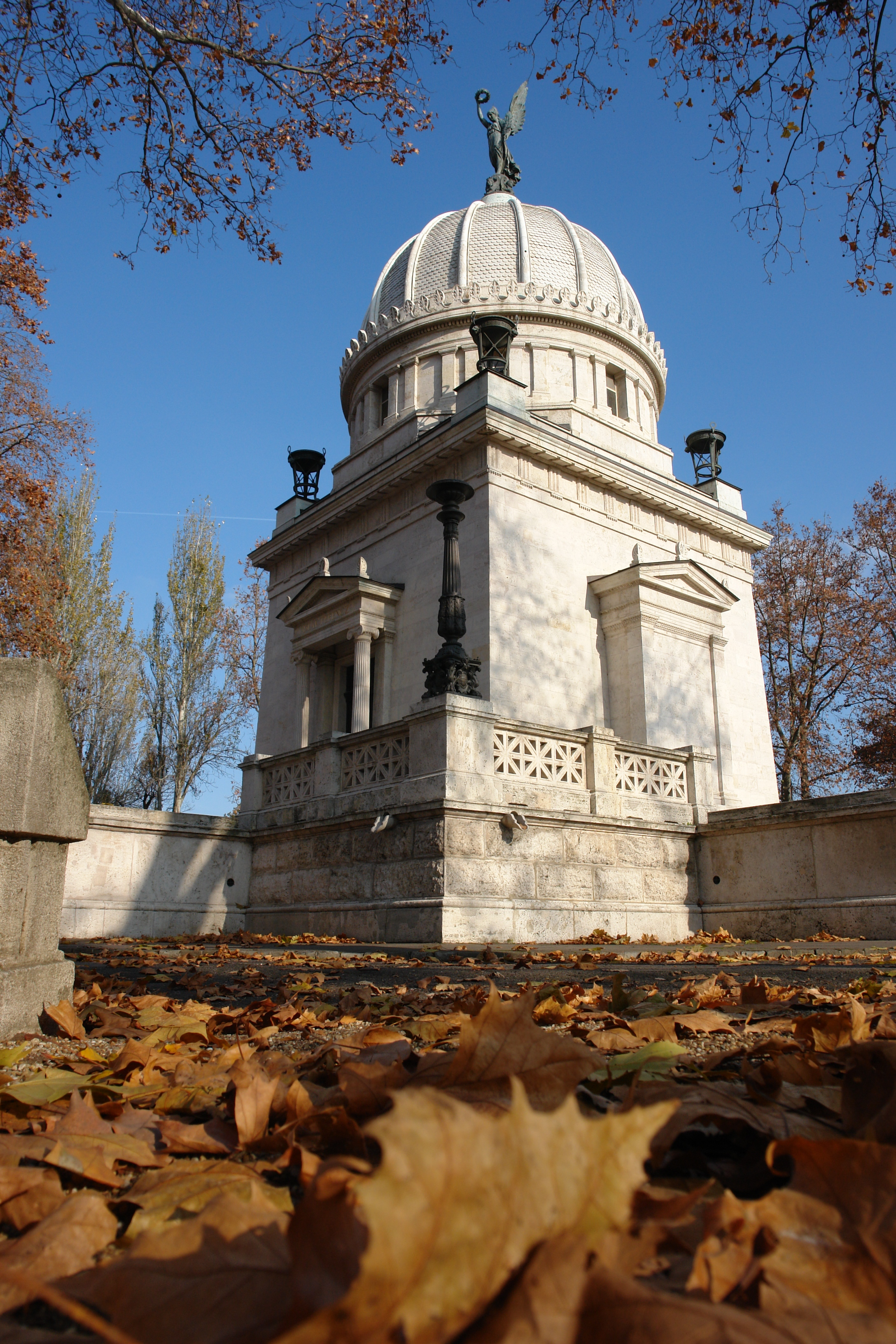
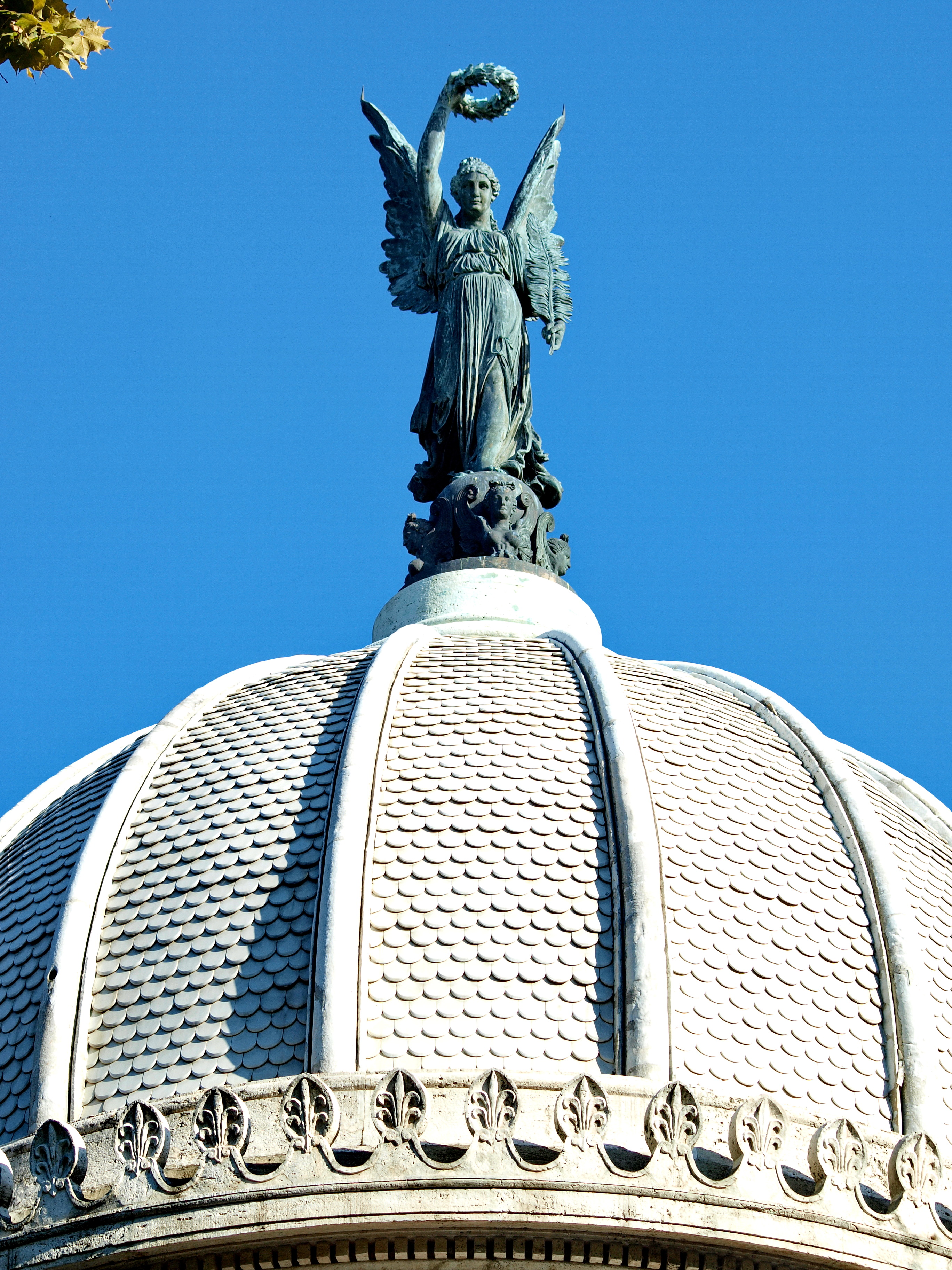
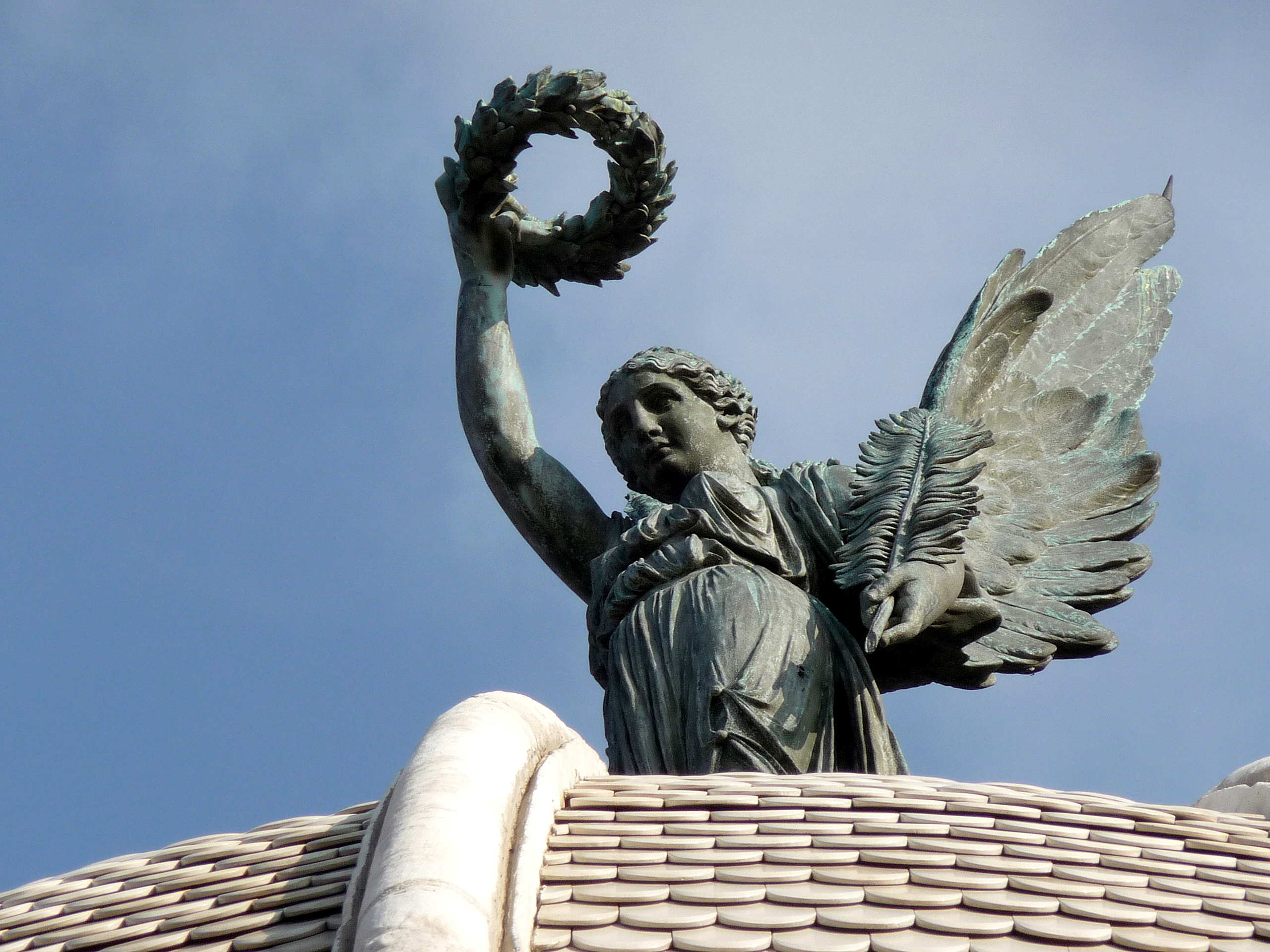
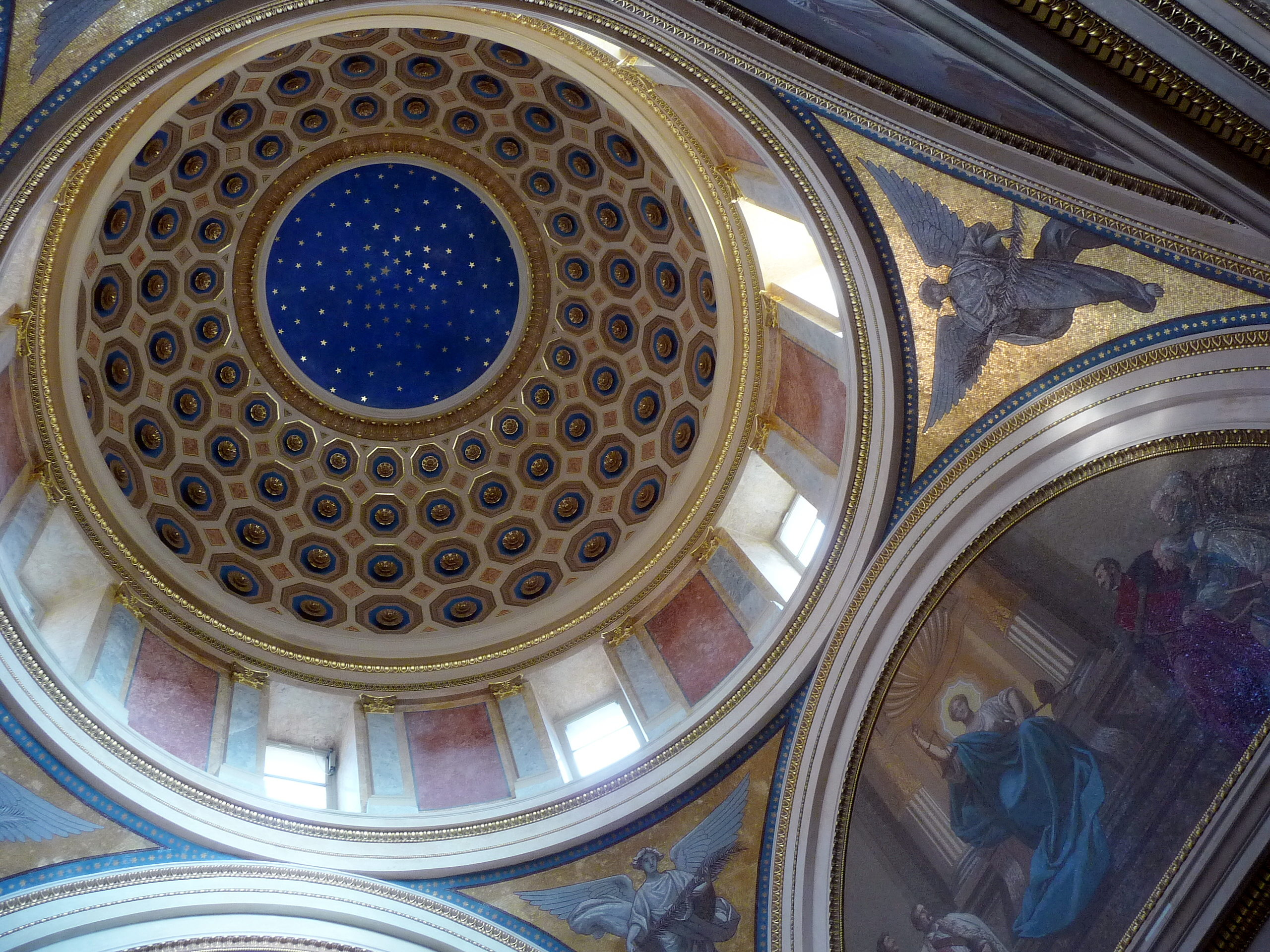
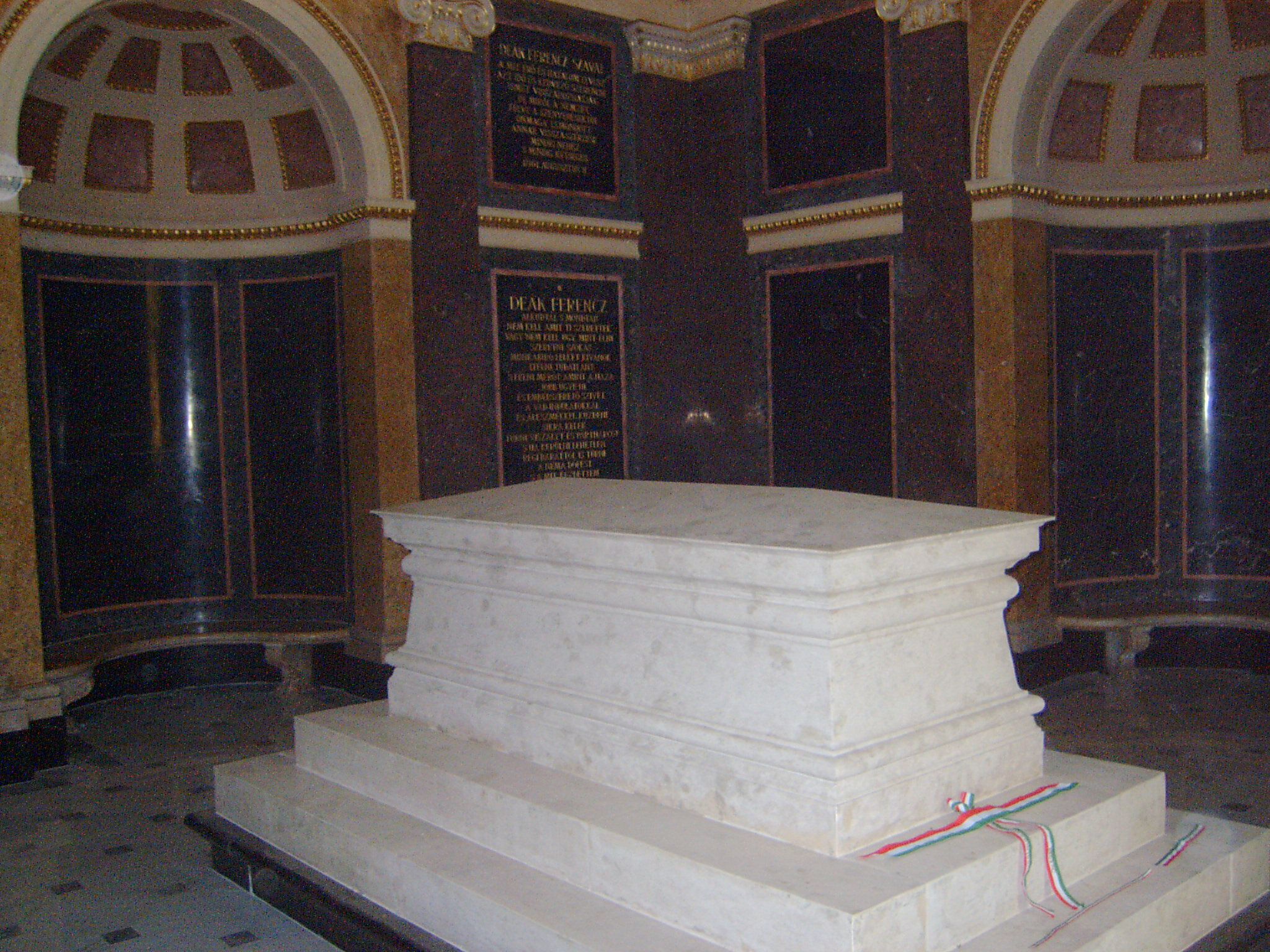
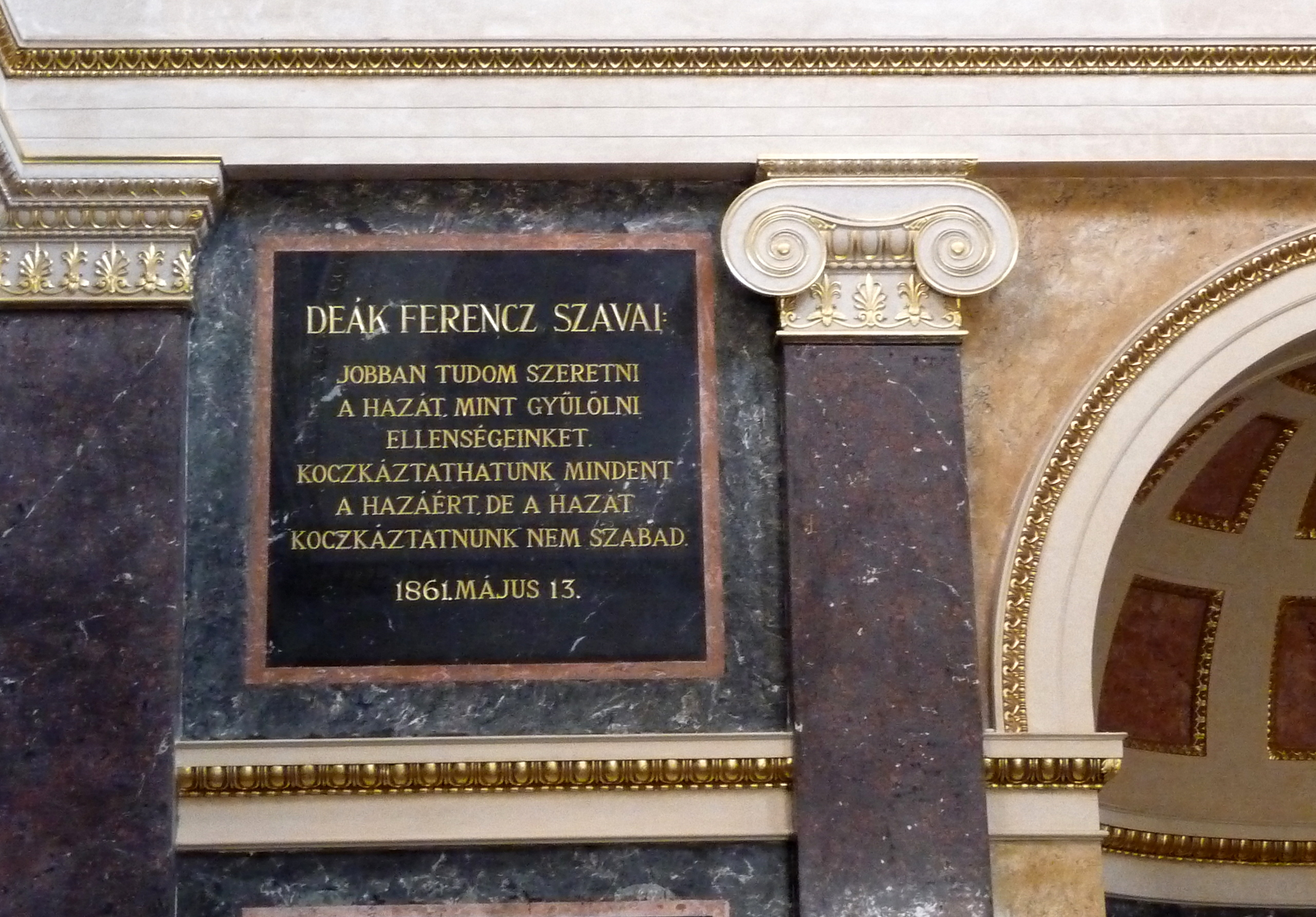

## Egyéb irodalom
- Tóth Vilmos: Fiumei úti sírkert, Nemzeti Emlékhely és Kegyeleti Bizottság, Budapest, 2008, ISBN 978-963-06-4675-8
- Több mint temető. A Fiumei úti sírkert, Nemzeti Örökség Intézete, Budapest, 2017, ISBN 978-615-80441-2-7
- Deák-mauzóleum. NÖRI-füzetek 7., Nemzeti Örökség Intézete, Budapest,  é. n. [2010-es évek]